# Claude-Gilbert Dubois
Pour les articles homonymes, voir Dubois.
Claude-Gilbert Dubois, né le 23 décembre 1933 à Limoges, est un universitaire français spécialiste du XVIe siècle. Il est professeur émérite à l'Université Michel de Montaigne Bordeaux-III. Il est marié  avec Geneviève Dubois, phoniatre et orthophoniste, spécialiste des thérapies du langage.

## Parcours
Après son baccalauréat passé au lycée Gay-Lussac de Limoges (1951) et ses études en khâgne au Lycée Louis-le-Grand à Paris, Claude-Gilbert Dubois est admis en 1954 comme élève de l'École normale supérieure de la rue d'Ulm. Agrégé de Lettres classiques, il est nommé professeur au lycée Marceau de Chartres, où il enseigne de 1958 à 1964 avec une interruption de deux années pendant lesquelles, officier, il accomplit son service militaire (1960-1962). Il est ensuite successivement assistant à la Faculté des Lettres de Bordeaux (1964-68) ; maître-assistant (1969-1974) ; Docteur d'État (1974) ; professeur titulaire de Littérature française à Bordeaux III. En 1976, il crée le Laboratoire Pluridisciplinaire de Recherches sur l'Imaginaire appliquées à la Littérature (LAPRIL, actuel CLARE), dont il devient directeur, ainsi que de la revue Eidôlon. Il a dirigé, de 1976 à 1993, les enseignements de Lettres et d'Arts de Bordeaux III.
Claude-Gilbert Dubois est nommé, en 1998, professeur émérite à l'Université Michel de Montaigne. Il est président d'honneur de la Société française d'étude du XVIe siècle, président d'honneur du Cercle d'études et de culture française, chargé de cours à l'Université du temps libre de Bordeaux. En 2004, il est élu membre résidant de l'Académie des Sciences, Belles-Lettres et Arts de Bordeaux dont il occupe le fauteuil n° 18 depuis 2005. 
Sa thèse d'État porte sur la conception de l'Histoire au XVIe siècle ; sa thèse complémentaire, sur la mythologie gauloise et celtique au XVIe siècle. Il est l'auteur d'une vingtaine d'ouvrages publiés sous son nom et de plusieurs dizaines d'ouvrages collectifs dont il a assuré la direction. Ses derniers livres portent sur les mythologies et l'histoire des religions : « Mythologies de l'Occident » (Paris, Ellipses, 2007, nouvelle édition, Ellipses-poche, 2013), « Récits et mythes de fondation » (Bordeaux, PUB,2009) et « L'Orient islamique face à l'occident » (ibid., 2011). Il a publié plus de 300 articles dans des revues spécialisées.

## Domaines
Ses domaines de recherche sont la Mythologie et l'histoire des religions, les Études littéraires sur l'imaginaire. la Littérature du XVIe siècle notamment. À noter que pour rendre hommage à ce professeur émérite, ses collègues universitaires ont rédigé à son intention  les textes de deux forts volumes de « Mélanges pour Claude-Gilbert Dubois », « Histoire et littérature au siècle de Montaigne » publié aux éditions Droz ainsi que « Études sur l'imaginaire », mélanges offerts à Claude-Gilbert Dubois sous la direction de Gérard Peylet (Paris, L'Harmattan 2001).

## Distinctions
- 1997 : docteur honoris causa de l'Université de Lisbonne[4]